# Rindal (Norwegen)
Rindal ist eine Kommune im norwegischen Fylke Trøndelag.
Die 1858 gegründete Kommune liegt zu einem großen Teil im Gebirge Trollheimen. Mit Wirkung zum 1. Januar 2019 wechselte die Kommune vom Fylke Møre og Romsdal nach Trøndelag. Rindal war die einzige Kommune in Møre og Romsdal ohne Zugang zum Meer.

## Geographie und Verkehr
Nachbarkommunen von Rindal sind (im Uhrzeigersinn) Hemne, Orkdal, Meldal, Rennebu, Oppdal und Surnadal.
Wichtigste Verkehrsverbindung ist die Reichsstraße 65, die Rindal mit Surnadal und Trondheim verbindet. Außerdem gibt es eine Straße nach Meldal.
Größte Ortschaft ist Rindal, gleichzeitig auch Verwaltungssitz. Weitere Ortschaften sind Øvre Rindal, Romundstad, Bolme und Bjørnstad.

## Sehenswürdigkeiten
- Das Rindal Skimuseum besteht aus einem Freilichtmuseum mit 14 alten Gebäuden, dem 2014 eröffneten Skimuseum.
- In Rindal und in Øvre Rindal gibt es Kirchen.

## Persönlichkeiten
- John Neergaard (1795–1885), Politiker, Mitglied des Storting
- John Røen (1903–1979), Skilangläufer
- Sigurd Røen (1909–1992), Skisportler
- Magnar Fosseide (1913–1983), Skisportler
- Mikal Kirkholt (1920–2012), Skilangläufer
- Edvin Landsem (1925–2004), Skilangläufer
- Magnar Ingebrigtsli (1932–2001), Skilangläufer und Biathlet
- Eli Landsem (* 1962), Fußballtrainerin